# John Fallon
John Fallon (Cambuslang, Escocia; 16 de agosto de 1940 – 22 de julio de 2025) fue un futbolista escocés que jugó en la posición de guardameta.

## Equipos
| Periodo   | Club               | Apariciones | Goles |
| --------- | ------------------ | ----------- | ----- |
| 1959–1971 | Celtic FC          | 114         | 0     |
| 1971–1972 | Motherwell FC      | 10          | 0     |
| 1972–1973 | Greenock Morton FC | 0           | 0     |

## Logros
- Primera División de Escocia (6): 1965–66, 1966–67, 1967–68, 1968–69, 1969–70, 1970–71
- Copa de Escocia (4): 1964–65, 1966–67, 1968–69, 1970–71
- Copa de la Liga de Escocia (5): 1965–66, 1966–67, 1967–68, 1968–69, 1969–70